# Клобуцк (гмина)
Клобуцк (пол. Kłobuck) — городско-сельская гмина (волость) в Польше, входит как административная единица в Клобуцкий повет, Силезское воеводство. Население — 20 414 человек (на 2004 год).

## Демография
| Перепись                       | Всего   | Всего | Женщины | Женщины | Мужчины | Мужчины |
| ------------------------------ | ------- | ----- | ------- | ------- | ------- | ------- |
| Единицы                        | человек | %     | человек | %       | человек | %       |
| Население                      | 20 414  | 100   | 10 489  | 51,4    | 9925    | 48,6    |
| Плотность населения (чел./км²) | 156,5   | 156,5 | 80,4    | 80,4    | 76,1    | 76,1    |

## Сельские округа
1. Бяла-Дольна
2. Боровянка
3. Грушевня
4. Камык
5. Копец
6. Льгота
7. Либидза
8. Лободно
9. Нова-Весь
10. Рыбно

## Соседние гмины
1. Ченстохова
2. Гмина Медзьно
3. Гмина Мыканув
4. Гмина Опатув
5. Гмина Вренчица-Велька